# Detroit Partnership
La Detroit Partnership (en español: "Asociación de Detroit") (también conocida como Familia del crimen de Detroit, Combinación de Detroit, Mafia de Detroit, Familia del crimen Zerilli, y Familia del crimen Tocco-Zerilli) (pronunciación en italiano: /dzeˈrilli/) es una familia criminal de la mafia ítaloestadounidense con sede en Detroit, Míchigan, y opera principalmente en el área del Gran Detroit. Tienen intereses en Windsor, Ontario, Toledo, Ohio; así como en otras ciudades del estado de Michigan, Ohio, Virginia Occidental, Nevada y Sicilia, Italia.